# Door veel van mij te houden
Door veel van mij te houden is een single van Sandra Kim en Frank Galan. Het is afkomstig van hun coveralbum Onvergetelijk. Het lied is een cover van When you tell me that you love me van Diana Ross. Die plaat uit 1991 had nauwelijks succes in België, maar deze cover maakte daarbij veel goed.
Christill is een pseudoniem van muziekproducent Guy Beyers.

## Hitnotering

### Nederlandse Top 40
Geen notering

### NederlandseSingle Top 100
| Positie: | 97 | 84 | 60 | 51 | 55 | 57 | 65 | 64 | 68 | uit |

### BelgischeBRT Top 30
| Positie: | 8 | 7 | 7 | 6 | 3 | 5 | 6 | 9 | 11 | 8 | 9 | 10 | 14 | 17 | 21 | 26 | uit |

### VlaamseUltratop 50
| Hitnotering: 15-2-1997 t/m 20-6-1997 | Hitnotering: 15-2-1997 t/m 20-6-1997 | Hitnotering: 15-2-1997 t/m 20-6-1997 | Hitnotering: 15-2-1997 t/m 20-6-1997 | Hitnotering: 15-2-1997 t/m 20-6-1997 | Hitnotering: 15-2-1997 t/m 20-6-1997 | Hitnotering: 15-2-1997 t/m 20-6-1997 | Hitnotering: 15-2-1997 t/m 20-6-1997 | Hitnotering: 15-2-1997 t/m 20-6-1997 | Hitnotering: 15-2-1997 t/m 20-6-1997 | Hitnotering: 15-2-1997 t/m 20-6-1997 | Hitnotering: 15-2-1997 t/m 20-6-1997 | Hitnotering: 15-2-1997 t/m 20-6-1997 | Hitnotering: 15-2-1997 t/m 20-6-1997 | Hitnotering: 15-2-1997 t/m 20-6-1997 | Hitnotering: 15-2-1997 t/m 20-6-1997 | Hitnotering: 15-2-1997 t/m 20-6-1997 | Hitnotering: 15-2-1997 t/m 20-6-1997 | Hitnotering: 15-2-1997 t/m 20-6-1997 | Hitnotering: 15-2-1997 t/m 20-6-1997 | Hitnotering: 15-2-1997 t/m 20-6-1997 |
| Week:                                | 1                                    | 2                                    | 3                                    | 4                                    | 5                                    | 6                                    | 7                                    | 8                                    | 9                                    | 10                                   | 11                                   | 12                                   | 13                                   | 14                                   | 15                                   | 16                                   | 17                                   | 18                                   |                                      |                                      |
| ------------------------------------ | ------------------------------------ | ------------------------------------ | ------------------------------------ | ------------------------------------ | ------------------------------------ | ------------------------------------ | ------------------------------------ | ------------------------------------ | ------------------------------------ | ------------------------------------ | ------------------------------------ | ------------------------------------ | ------------------------------------ | ------------------------------------ | ------------------------------------ | ------------------------------------ | ------------------------------------ | ------------------------------------ | ------------------------------------ | ------------------------------------ |
| Positie:                             | 8                                    | 7                                    | 7                                    | 6                                    | 3                                    | 5                                    | 6                                    | 9                                    | 11                                   | 8                                    | 9                                    | 10                                   | 14                                   | 17                                   | 21                                   | 26                                   | 33                                   | 50                                   | uit                                  |                                      |